# Lauren James
Pour les articles homonymes, voir James.
Lauren James, née le 29 septembre 2001 à Londres (Royaume-Uni), est une footballeuse internationale anglaise, qui joue au poste d'attaquante au Chelsea FC. 
C'est la sœur de l'international anglais Reece James.

## Biographie

### En club
Lauren James évolue d'abord avec l'académie de Chelsea, puis rejoint Arsenal où elle dispute ses premiers matches professionnels en 2017, le jour de ses 16 ans. Elle est alors la deuxième plus jeune joueuse de l'histoire des Gunners.
Un an plus tard, elle rejoint le club de Manchester United, qui met en place une section féminine en deuxième division. Elle participe à la promotion du club en première division, et inscrit le premier but de l'histoire des Mancuniennes dans l'élite. Elle termine meilleure buteuse des Red Devils lors de la saison 2020-2021.
En 2021, elle revient à Chelsea, son club de cœur, où évolue également son frère Reece. Chelsea dépense 200 000 £ pour la recruter, faisant d'elle la joueuse la plus chère de la Women's Super League. Cependant, des blessures accumulées à Manchester United et une forte concurrence sur la ligne d'attaque des Blues limitent son temps de jeu lors de sa première saison. Elle joue son premier match avec Chelsea lors d'une rencontre de Ligue des champions face au Servette.

### En sélection
Elle est appelée pour la première fois en équipe d'Angleterre en 2020, mais doit attendre avant sa première sélection. Elle rentre en jeu pour la première fois le 3 septembre 2022 face à l'Autriche. C'est la première fois qu'un frère et une sœur représentent tous les deux l'Angleterre.

## Palmarès
Manchester United
- Women's Championship (1) :
  - Vainqueur en 2018-2019

 Chelsea
- Women's Super League (3) :
  - Vainqueur en 2021-2022, 2023, 2024 et 2025
- FA Cup (1) :
  - Vainqueur en 2023

- Coupe de la Ligue anglaise féminine (0) :
  - Finaliste en 2024

 Angleterre
- Finalissima féminine (1) :
  - Vainqueur en 2023

- Coupe du monde (0) :
  - Finaliste en 2023

- Coupe d'Europe (2) :
  - Vainqueur en 2022 
  - Vainqueur en 2025
- Arnold Clark Cup (1) :
  - Vainqueur en 2023

## Style de jeu
Lauren James est une ailière et une excellente dribbleuse.